# 가쿠슈인 여자대학
가쿠슈인 여자대학(일본어: 学習院女子大学 가쿠쇼인조시다이가쿠[*])은 일본의 사립 대학이다. 도쿄도 신주쿠구 도야마에 위치해 있다.

## 역사
1847년, 닌코 천황이 교토 어소에 마련한 학습소의 여자교과(女子教科)를 기원으로 한다. 여자교과는 1885년에 화족여학교로 전환되었다가, 1906년에 가쿠슈인으로 전환하면서 여자부가 되었다. 1918년에 여자 가쿠슈인으로 분리되었다가, 1947년에 가쿠슈인으로 다시 합병되어 재단법인 가쿠슈인(1951년 학교법인이 됨)의 관할이 되어, 궁내성 관할하의 관립학교에서 사립학교로 전환되었다.
1948년에 고등여학교와 고등학교(가쿠슈인 여자고등과를 포함) 졸업생을 대상으로 하는 각종학교로, 1년제의 ‘가쿠슈인 여자 교양학원’이 설립되었으며, 이것이 원류가 된다.

### 연보
- 1948년 5월 가쿠슈인 여자연구과 개설.
- 1948년 8월 여자연구과가 도쿄도지사의 인가를 받아, 가쿠슈인 여자 교양학원으로 전환.
- 1950년 가쿠슈인 대학 단기대학부(문학과) 개설.
- 1951년 가정생활과 설치.
- 1952년 여자 교양학원 폐지. 교직원의 대다수가 단기대학부로 이동.
- 1953년 문학과를 문과로 개칭하고, 단기대학부를 가쿠슈인 여자 단기대학으로 전환.
- 1969년 문과를 폐지하고 인문학과를 설치.
- 1998년 가쿠슈인 여자대학개설.
- 2001년 여자 단기대학을 폐지.
- 2004년 대학원 국제문화교류연구과를 설치.

※가쿠슈인 전체의 연혁은 가쿠슈인 대학을 참조.

## 학부·대학원
- 학부
  - 국제문화교류학부
    - 일본문화학과
    - 국제커뮤니케이션학과
    - 영어커뮤니케이션학과
- 대학원 (남녀공학)
  - 국제문화교류연구과
    - 국제문화교류전공 (석사과정)

## 기타
- 정문은 1877년, 즉 메이지 시대에 지요다구에 세워진 구 가쿠슈인 정문을 1949년에 지금의 자리로 이건하였다. 나라의 중요문화재로 지정되었다.

## 같이 보기
- 가쿠슈인 대학
- 가쿠슈인 여자 단기대학
- 마쓰우라 도라사부로 (여자가쿠슈인 초대원장)